# Chemiré-sur-Sarthe
Chemiré-sur-Sarthe är en kommun i departementet Maine-et-Loire i regionen Pays de la Loire i nordvästra Frankrike. Kommunen ligger i kantonen Châteauneuf-sur-Sarthe som tillhör arrondissementet Segré. År 2018 hade Chemiré-sur-Sarthe 238 invånare.

## Befolkningsutveckling
Antalet invånare i kommunen Chemiré-sur-Sarthe
| Referens: INSEE |